# Давид Сасунский (станция метро)
Дави́д Сасу́нский (Сасунци́ Дави́д; арм. Սասունցի Դավիթ) — станция Ереванского метрополитена.

## История
Открыта 7 марта 1981 года в составе первого пускового участка «Дружба» — «Давид Сасунский».

## Описание
Станция расположена в центре Еревана, в районе Шенгавит с выходами к площади Давида Сасунского с памятником Давиду Сасунскому, Ереванскому вокзалу, проспектам Тиграна Меца и Арцаха и улице Севани. Станция получила своё название в честь легендарного средневекового армянского эпоса, повествующего о борьбе богатырей из Сасуна (область в средневековой Армении, ныне в Турции) против арабских захватчиков — Давида Сасунского.

## Галерея
- Платформа станции
- Вход

## Путевое развитие
К югу от станции, на перегоне «Давид Сасунский» — «Горцаранаин», расположен пошёрстный съезд и гейт к ПТО и мойке составов.